# Спартак (пляжный футбольный клуб)
«Спарта́к» — пляжный футбольный клуб из Москвы, основанный в 2011 году. Выступает в Чемпионате России. Серебряный призёр чемпионата России 2019, 2020 и 2024 годов; бронзовый призёр чемпионата России 2018; финалист кубка России 2019; бронзовый призёр кубка России 2020 и 2021; финалист Клубного чемпионата мира 2020.

## История
В 2008 году появилась любительская футбольная команда «Сокол». Костяк коллектива составили футболисты, прошедшие школу большого футбола и футзала. До 2010 года «Сокол» принимал участие и становился призёром и победителем любительских, студенческих, коммерческих футбольных и мини-футбольных турниров.
В феврале 2010 года руководитель команды Андрей Суханцев решил сконцентрировать все силы на пляжном футболе. Так образовался любительский пляжный футбольный клуб «Сокол». Идея создания пляжного «Спартака» появилась ещё в 2009 году, когда игроки «Сокола» впервые приняли участие в соревнованиях по пляжному футболу. С августа 2010 года велись переговоры с МФСО «Спартак» и с ФК «Спартак». Спустя год было получено разрешение от Московского городского физкультурно-спортивного общества «Спартак» на использование названия и эмблемы «Спартак». По итогам Открытого чемпионата Москвы по пляжному футболу красно-белые заняли 2-е место. Дата получения Свидетельства — 3 августа 2011 года — считается днём рождения ПФК «Спартак».
В августе 2012 года, в преддверии Кубка России по пляжному футболу, команду усилили игроки сборной Бразилии, чемпионы мира по пляжному футболу — Бенжамин, Бруно Шавьер и Бруно Малиаш. По итогам чемпионата Москвы красно-белые заняли второе место, в суперфинале Открытого Кубка Москвы — первое. В Кубке России дошли до 1/2 финала, обыграв одного из флагманов российского пляжного футбола ПФК «Строгино» со счётом 7:3. С 2013 года клуб переживал не лучшие времена, сказывалась проблема с финансированием.
В 2016 году ситуация изменилась: команда заметно обновила состав, главным тренером стал белорусский специалист Руслан Пернай. По итогам 2016 года «Спартак» занял четвёртое место в чемпионате России, второе место в объединённом чемпионате Москвы и Санкт-Петербурга — Кубке двух столиц, вышел в 1/4 финала Кубка России и выиграл Открытый зимний чемпионат Санкт-Петербурга.
2017 год «Спартак» начал с победы в чемпионате Москвы в закрытых помещениях: уверенно преодолев групповой этап, красно-белые в плей-офф сначала переиграли «Строгино», а затем и ЦСКА. Турнир прошёл в новом Центре пляжных видов спорта, он открылся 4 марта матчем «Спартака» со сборной России (2:3). В мае 2017 года «Спартак» дебютировал в главном клубном европейском турнире — Euro Winners Cup. Одержав три победы в квалификационном раунде, спартаковцы вышли в основной этап, откуда уже со второго места отправились в плей-офф. В 1/8 финала переиграв турецкий «Сеферихисар» со счётом 6:4, в четвертьфинале «Спартак» споткнулся о будущего финалиста — украинский клуб «Артур Мьюзик» (1:3). В турнире за 5-8 места, «Спартак» отправил девять безответных мячей в ворота испанского «Бала Азул» (гекса-трик на счету Эдуарда Суареса), но в игре за 5-е место уступил санкт-петербургскому «Кристаллу» (1:5), заняв, таким образом, шестое место на турнире. По итогам российских соревнований, «Спартак» повторил прошлогодний результат, заняв четвёртое место в чемпионате и дойдя до 1/4 финала Кубка. В чемпионате Москвы, который проводился с июня по август, «Спартак» отпраздновал победу в последнем туре, опередив «Локомотив» по личным встречам.
В ноябре 2017 года в тренерском штабе произошли изменения, команду возглавил опытный специалист — главный тренер сборной России Михаил Лихачёв. В 2018 году «Спартак» усилился чемпионами мира по пляжному футболу — команду пополнил игрок сборной России Алексей Макаров, игроки сборной Португалии Джордан Сантос и Бернардо Мартинс, а также капитан сборной Бразилии Бруно Шавьер. Красно-белые сделали шаг вперёд: впервые завоевали медали чемпионата России, в матче за бронзу «Спартак» уверенно переиграл ЦСКА со счётом 4:1; в Кубке России дошли до стадии 1/2 финала.

## Состав
| 1  | Флаг России   | Вр  | Денис Пархоменко        | 1998 |  |  |  |  |  |
| 13 | Флаг России   | Вр  | Андрей Лукьянов         | 2005 |  |  |  |  |  |
| 22 | Флаг России   | Вр  | Павел Баженов (капитан) | 1990 |  |  |  |  |  |
|    |               |     |                         |      |  |  |  |  |  |
| 3  | Флаг России   | Защ | Андрей Новиков          | 1996 |  |  |  |  |  |
| 7  | Флаг России   | Защ | Антон Шкарин            | 1982 |  |  |  |  |  |
| 9  | Флаг Бразилии | Защ | Игуиньо                 | 2000 |  |  |  |  |  |
| 15 | Флаг России   | Защ | Даниил Гончаров         | 2002 |  |  |  |  |  |
| 20 | Флаг России   | Защ | Максим Аркан            | 2003 |  |  |  |  |  |

| 21 | Флаг России   | Защ | Евгений Нозиков | 2003 |  |  |  |  |  |
| 23 | Флаг России   | Защ | Артём Лукьянов  | 2002 |  |  |  |  |  |
|    |               |     |                 |      |  |  |  |  |  |
| 2  | Флаг России   | Уни | Юрий Котов      | 1987 |  |  |  |  |  |
| 17 | Флаг России   | Уни | Андрей Одоев    | 2002 |  |  |  |  |  |
|    |               |     |                 |      |  |  |  |  |  |
| 8  | Флаг России   | Нап | Спартак Фёдоров | 2001 |  |  |  |  |  |
| 11 | Флаг России   | Нап | Андрей Котенев  | 1994 |  |  |  |  |  |
| 14 | Флаг Беларуси | Нап | Анатолий Рябко  | 1989 |  |  |  |  |  |
| 18 | Флаг России   | Нап | Василий Обозный | 2002 |  |  |  |  |  |

## Штаб команды
- Антон Шкарин — главный тренер
- Алексей Павленко — тренер
- Игорь Оленин — тренер
- Юрий Котов — тренер по физподготовке
- Павел Насонов — врач

## Достижения
Чемпионат России
- Финалист (3): 2019, 2020, 2024
- Бронзовый призёр: 2018

Кубок России
- Финалист: 2019
- Бронзовый призёр: 2020, 2021, 2022, 2023

Клубный чемпионат мира
- Финалист: 2020

Кубок европейских чемпионов
- Четвертьфинал (2): 2017, 2019